# Boeddhistische kosmos
De boeddhistische kosmos bestaat uit drie sferen en beslaat een periode zonder aanwijsbaar begin, en zonder toekomstig einde. In het Theravada-boeddhisme worden in de drie sferen in totaal 31 verschillende bestaansniveaus (of werelden) onderscheiden, waarin wezens wedergeboren kunnen worden. In geen enkele van deze sferen is het leven eeuwig. Zelfs aan het einde van een zeer langdurig leven als een van de hoogste goden sterft men en wordt men over het algemeen wedergeboren op een 'lager' bestaansniveau, waar het leven moeilijker zal zijn. In dit lemma wordt het boeddhistisch model van de kosmos geanalyseerd naar tijd en plaats.

## Tijd: Kappa's
In de Pali-canon van het Theravada-boeddhisme is de tijdeenheid voor zeer lange periodes de kappa. Een kappa is een periode van expansie en contractie van het universum, zoals dit in sommige versies van de bigbangtheorie beschreven wordt. De kappa is dan de periode tussen twee Big Bangs. Een periode van vijf kappa's is aldus de tijd die het duurt om vijf cycli van expansie en contractie van het universum te volbrengen.
Het universum heeft in het boeddhisme geen onderscheidbaar beginpunt. Het universum ondergaat een continue cyclische beweging van expansie en contractie, zonder aantoonbaar begin. Een Big Bang is in het boeddhisme slechts het punt waar de expansie weer opnieuw van voor af aan begint.
De eigenschappen van een nieuw universum worden bepaald door het karma van de (bewuste) levende wezens, en niet door een schepper-god.
Overigens bestaan er volgens het boeddhisme vele universa simultaan, in verschillende stadia van ontwikkeling.

## Plaatsen: de 31 Bestaansniveaus
De 31 bestaansniveaus kunnen in de volgende drie sferen gegroepeerd worden:
1. de Sfeer der Geneugten valt uiteen in:
  - de vier ongelukkige werelden
  - de zeven gelukkige werelden.
2. de Sfeer der Vormen valt uiteen in:
  - de Brahma werelden, die corresponderen met de vier lagere of fijn-materiële jhanas (Pali: meditatiestadia)
  - de Zuivere Verblijven, waar slechts Anagamis wedergeboren worden.
3. de Vormloze Sfeer correspondeert met de vier hogere of immateriële jhanas.

De 26 werelden (nummer 6 tot 31) die hoger zijn dan de mensenwereld vormen samen het totaal aan hemels welke in het boeddhisme erkend worden. Zes van deze hemels (nummer 6 tot en met nummer 11) vallen in de Sfeer der Geneugten, de Sfeer der Vormen bestaat uit 16 hemels, en de 4 hoogste hemels vormen samen de Vormloze Sfeer. In de hemel van de Catummaharajika (nummer 6) leven vier soorten goden, waardoor het totaal aantal verschillende soorten of klassen goden op 29 uitkomt.

### Tabel van de Sfeer der Geneugten
| De Sfeer der Geneugten Deze sfeer bestaat uit vier ongelukkige en zeven gelukkige werelden. | |
| De vier ongelukkige werelden                                                                | 1. Hel (Niraya) - Er bestaan verschillende hellen. De zwaarste, langstdurende en moeilijkste hel wordt de Avīci-hel genoemd. |
| De vier ongelukkige werelden                                                                | 2. Het Dierenrijk (Pali: Tiracchana Yoni). |
| De vier ongelukkige werelden                                                                | 3. Peta Yoni - Het wereld van de peta's (vergelijkbaar met Spoken). De petas worden vaak grafisch afgebeeld met een grote buik en een zeer klein mondje, dit geeft aan dat zij hun honger niet kunnen bevredigen. Ze zijn vaak gehecht aan plaatsen in de mensenwereld, waar zij na hun overlijden als mens geen afstand van hebben kunnen nemen. |
| De vier ongelukkige werelden                                                                | 4. De Asuras - half-goden of titanen - zijn vaak in strijd verwikkeld met de devas van de Tavatimsa, waar zij normaal gesproken van verliezen. De Asuras hebben ook de taak om werk toe te wijzen aan de wezens in de verschillende hellen. |
| De zeven gelukkige werelden                                                                 | 5. Mensen (Pali: Manussa - letterlijk 'scherpe geest') - Een leven als mens is een mix van pijn en plezier, en mensen kunnen een groot besef van ethiek hebben. Een leven als mens kan, indien het goed benut wordt, gunstig zijn voor spirituele ontwikkeling. Mensen kunnen zich in meditatie en wijsheid tot een hoog niveau ontwikkelen, waardoor ze toegang tot de (hogere) hemels kunnen verkrijgen en zelfs de verlichting kunnen bereiken. Boeddhas ontstaan alleen in de mensen-wereld. Geboorte als mens is in dit opzicht superieur aan een geboorte in een hemel. |
| De zeven gelukkige werelden                                                                 | 6. Catummaharajika deva - De wereld van de 'vier grote koningen' die heersen over vier soorten lage devas. Virulhaka is koning over de kumbandas in het zuiden. Dhatarattha is de koning van de gandhabbas in het oosten. Virupakkha is koning van de nagas van het westen. Vessavana ten slotte is de koning van de yakkhas, die in het noorden verblijven. |
| De zeven gelukkige werelden                                                                 | 7. Tavatimsa deva - De hemel van de drie-en-dertig - vernoemd naar de 33 devas (deva: Pali voor god of engel) die de heerser van deze hemel (genaamd Sakka) assisteren. |
| De zeven gelukkige werelden                                                                 | 8. Yama deva - Yama devas kunnen pijn verdrijven. |
| De zeven gelukkige werelden                                                                 | 9. Tusita deva - de hemel van tevreden devas, waar de Boeddhas hun voorlaatste leven doorbrengen. |
| De zeven gelukkige werelden                                                                 | 10. Nimmanarati deva - de hemel van devas die zich verheugen in creatie. |
| De zeven gelukkige werelden                                                                 | 11. Paranimmita Vasavatti deva - de hemel van devas die plezier verkrijgen door het uitoefenen van macht over de creaties van anderen. Hier leeft Mara, de tegenpool van de Boeddha, die mensen in het samsara wil houden. |

### Tabel van de Sfeer der Vormen
| De Sfeer der Vormen Deze sfeer bestaat uit de Brahma werelden en de Zuivere Verblijven | |
| Brahma-kayika-bhumi - de Brahma werelden Om hier wedergeboren te kunnen worden moet men over kunde in het behalen van de vier lagere jhanas beschikken. | |
| Toelichting: als men over een lage kunde in de eerste jhana beschikt wordt men herboren in de hemel van de Brahma-parisajja devas (nr 12). Indien men de eerste jhana tot op het hoogste niveau beheerst, kan men als Maha Brahma (nr 14) wedergeboren worden. Hetzelfde geldt voor de tweede tot de achtste jhana. | |
| Niveau van de eerste jhana: (de brahma-kayika devas) | 12. Brahma-parisajja deva - Het Gevolg van Brahma |
| Niveau van de eerste jhana: (de brahma-kayika devas) | 13. Brahma-purohita deva - De Goden met Brahma aan het Hoofd |
| Niveau van de eerste jhana: (de brahma-kayika devas) | 14. Maha Brahma - De Grote Brahma. De Maha Brahma vertoont veel overeenkomsten met de schepper God van de monotheïstische religies. In het boeddhisme echter denkt de Maha Brahma wel dat hij de wereld geschapen heeft, maar heeft hij op dit gebied een foute visie; in feite heeft hij de wereld niet geschapen, en is ook slechts geboren, en zal wanneer het universum ten einde komt ook sterven. |
| Niveau van de tweede jhana | 15. Parittabha deva - Devas met Slechts Geringe Straling |
| Niveau van de tweede jhana | 16. Appamanabha deva - Devas met Onmetelijke Straling |
| Niveau van de tweede jhana | 17. Abhassara deva - Devas die Schitteren in Straling. Baka Brahma is een Abhassara deva. |
| Niveau van de derde jhana | 18. Parittasubha deva - Devas van Slechts Geringe Schoonheid |
| Niveau van de derde jhana | 19. Appamanasubha deva - Devas van Onmetelijke Schoonheid |
| Niveau van de derde jhana | 20. Sukhakinna deva - De Lusterrijke Devas |
| Niveau van de vierde jhana | 21. Vehapphala deva - Devas met Goed Karma Wijd als de Lucht |
| Niveau van de vierde jhana | 22. Asanna-satta - Onbewuste Wezens |
| Suddhavasa-bhumi - de Zuivere Verblijven Hier worden slechts Anagamis wedergeboren. | |
| | 23. Aviha deva - Devas wier Geluk Geen Einde Kent |
| | 24. Atappa deva - Devas die Niemand Kwellen |
| | 25. Sudassa deva - De Duidelijk Zichtbare Devas |
| | 26. Sudassi deva - De Scherpziende Devas |
| | 27. Akanittha deva - De Devas die allen Superieur zijn in Geluk en Deugdzaamheid |

### Tabel van de Vormloze Sfeer
| De Vormloze Sfeer Om hier wedergeboren te kunnen worden moet men over kunde in het behalen van de vier hogere of immateriële jhanas beschikken. De devas in de Vormloze Sfeer bestaan slechts uit geest, en beschikken niet over een fysiek of fijn-materieel lichaam. |                                                                                           |
| Niveau van de vijfde jhana | 28. Akasanancayatana-bhumi - De sfeer van Oneindige Ruimte.                               |
| Niveau van de zesde jhana | 29. Vinnanancayatana-bhumi - De sfeer van Oneindigheid van Bewustzijn.                    |
| Niveau van de zevende jhana | 30. Akincannayatana-bhumi - De sfeer van Nietsheid.                                       |
| Niveau van de achtste jhana | 31. Nevasannanasannayatana-bhumi - De sfeer van Noch-Voorstelling-Noch-Geen-Voorstelling. |

### Levensduur in de bestaansniveaus
Voor de voorgaande tabellen geldt dat hoe hoger het nummer is, hoe beter de levensomstandigheden zijn. En hoe hoger het nummer van een hemel, hoe langer het leven in die hemel duurt. Een leven in hel duurt echter ook zeer lang.
In de Abhidhamma (een relatief nieuw gedeelte van de Pali-canon) en het commentaar erop worden zeer lange levensduren toegeschreven aan deze hemels. In de praktijk echter lijkt de levensduur in sommige hemels meer variabel te zijn, en minder lang te zijn dan in de Abhidhamma en de commentaren vermeld wordt. Soms spreken verschillende boeken elkaar ook tegen over wat nu precies de levensduur is in een bepaalde hemel beschreven. De volgende levensduren zijn overgenomen uit de Engelse vertaling van de 'Abhidhammattha Sanghaha' door Narada Thera (recentere versie is door Bhikkhu Bodhi).
De levensduur van de Catummaharajika devas bedraagt volgens de Abhidhammattha Sanghaha 25.000 jaar, en voor de hogere Paranimmita Vasavatti devas is dit 800.000 jaar (andere bronnen vermelden respectievelijk 9 miljoen en 9216 miljoen jaar). De levensduur van de Paranimitta Vasavatti devas is korter is dan een kappa. Overigens wordt er nergens in de Pali-canon vermeld hoeveel jaar een kappa precies duurt. Voor de Abhassara devas is de levensduur 8 kappa's. De langste levensduur is die van een deva in de sfeer van Noch-Voorstelling-Noch-Geen-Voorstelling: 84.000 kappa's, oftewel een periode die 84.001 Big Bangs beslaat.
Wanneer dit echter vergeleken wordt met de verhalen uit de oudere gedeeltes van de Pali-canon en de verhalen van tegenwoordige bhikkhus die toegang tot deze werelden hebben of hun vorige levens herinneren, lijken deze periodes (soms) (veel) te lang. In de Pali-canon is er het verhaal van 3 bhikkhus die na hun overlijden weer geboren werden als Catummaharajika devas, en snel daarna stierven om in een hogere hemel wedergeboren te worden.

## Wetenschap en de boeddhistische kosmos
De boeddhistische kosmos is niet in tegenspraak met de moderne wetenschap. Sommige van de Big Bang en Big Crunch theorieën vertonen sterke overeenkomst met hoe het universum zich volgens het boeddhisme op zeer lange termijn gedraagt. Dit komt met name tot uiting in de tijdseenheid (de kappa - zie de eerste paragraaf) die in het boeddhisme gebruikt wordt om zeer lange tijdsperiodes weer te geven.
Alhoewel er in het boeddhisme geen concept vergelijkbaar met de Big Bang vermeld wordt, valt de gelijkenis met de rest van de boeddhistische leer over het universum snel op. De Big Crunch en de Big Bang zouden in de kosmologie van het boeddhisme respectievelijk plaatsvinden aan het eind van de contractie en het begin van de expansie van het universum. In het boeddhisme zou een Big Bang dan relatief kort na een Big Crunch plaatsvinden. Volgens de Kalachakra tantra, is daarvóór alle materie niet-manifest geworden, en bestaan er alleen ruimte-deeltjes die zich door het karma van (bewust) levende wezens in de elementen lucht, vuur, water en aarde transformeren. Na de Big Bang zou er een lange tijd (een kappa) voorbij gaan voordat er weer een Big Crunch zou zijn, gevolgd door een Big Bang. De plaats van een Big Bang is in het boeddhisme niet erg prominent omdat het niet erg relevant is voor het leven in het hier en nu, en omdat het niet het eerste begin van het universum is, maar slechts een stadium in de continue cyclus van expansie en contractie van het universum.
In het boeddhistische model van de kosmos is het ook mogelijk de evolutietheorie een plaats te geven. Er wordt echter geen uitspraak over gedaan in de geschriften van de Pali-canon omdat de evolutietheorie toen nog niet bestond.
Verder zijn essentiële begrippen als relativiteit en de uitwisselbaarheid van materie en energie niet vreemd in het boeddhisme.
De geest/bewustzijn, wordt echter wel als een belangrijk extra aspect van het universum gezien buiten de materie, iets wat niet door de wetenschap erkend wordt.
De uitleg dat er vele universa simultaan bestaan kan mogelijk nooit door de wetenschap bewezen of weerlegd worden, aangezien de waarneming van normale levende wezens tot één universum beperkt is.

## Gebeurtenissen tijdens het opnieuw ontstaan van het heelal
In de periode van het einde van een universum verdwijnen de Sfeer der Geneugten (behalve de hel) en het niveau van de eerste jhana in de Sfeer der Vormen. Dit zijn bestaansniveaus nummer 2 tot en met nummer 14. De oorzaak voor dit verdwijnen is dat de materiële basis die deze werelden nodig hebben op dat moment niet meer beschikbaar is. De wezens die in een van deze werelden leven sterven en worden wedergeboren in een hel of in een hemel hoger dan of gelijk aan nummer 15: het niveau van de tweede jhana in de Sfeer der Vormen.
De werelden die verdwenen komen weer beschikbaar om in wedergeboren te worden als de fysieke of materiële toestand in het universum weer enigszins gestabiliseerd is, en de noodzakelijke condities aanwezig zijn (bijvoorbeeld voedsel). Uiteindelijk worden de eigenschappen van het universum bepaald door de karma van de (bewuste) levende wezens die er in herboren worden. In het boeddhisme kan de theorie van evolutie helpen bij de verklaring van hoe deze condities tot stand komen.
Na de Big Bang is het weer mogelijk voor wezens om in deze werelden geboren te worden, en het eerste wezen dat volgens de boeddhistische traditie geboren wordt in deze werelden, wordt geboren als Maha Brahma (de Grote Brahma). Hij is daar eerst alleen, en denkt vervolgens 'had ik maar gezelschap'. Hij ziet vervolgens andere wezens in de wereld komen (de Brahma-purohita devas) en denkt (onterecht) dat die wezens als gevolg van zijn wens in de wereld gekomen zijn. De Brahma-purohita devas denken dit ook, want zij weten dat de Maha Brahma ouder is, en krachtiger is dan zijzelf. Maha Brahma komt vervolgens ook tot de (onterechte) conclusie dat hij de schepper van het universum is. In de Pali-canon wordt zelfs vermeld dat indien deze Brahma-purohita devas als zij later sterven en als mens wedergeboren worden, en door meditatie hun vorige leven als Brahma-purohita deva herinneren, zij hun oude geloof zullen oppakken en een monotheïstische kijk op het leven zullen hebben.
De Maha Brahma vertoont aldus in zijn beeld van zichzelf veel overeenkomsten met de God van de diverse monotheïstische religies. De Boeddha bracht volgens de Pali-canon ook verschillende bezoeken aan Maha Brahma, die een interessant beeld geven van de boeddhistische houding tegenover een monotheïstische kijk op het leven.

## Verlichting en de kosmos
Boeddhas en Arahants staan na hun overlijden (Parinibbana) buiten de kosmos omdat ze het 'doodloze' (Nirvana of volledige verlichting) hebben behaald en niet meer wedergeboren worden. Terwijl ze leven maken ze fysiek natuurlijk nog wel deel uit van de kosmos, als onderdeel van de mensen- of deva-wereld. Geestelijk staan ze er echter buiten, hoewel ze volgens de Mahayana leer kunnen kiezen om zich als wezen te manifesteren. De overige boeddhistische heiligen worden nog wel wedergeboren. In de hemels van de Zuivere Verblijven verblijven slechts anagamis.